# Clabby
Clabby är en ort i Storbritannien.   Den ligger i riksdelen Nordirland, i den västra delen av landet, 600 km nordväst om huvudstaden London. Clabby ligger 124 meter över havet och antalet invånare är 198.
Terrängen runt Clabby är platt, och sluttar söderut. Runt Clabby är det glesbefolkat, med 17 invånare per kvadratkilometer. Närmaste större samhälle är Enniskillen, 17,7 km väster om Clabby. Trakten runt Clabby består i huvudsak av gräsmarker.